# Omer Reingold
Omer Reingold (en hebreo: עומר ריינגולד‎) es un informático teórico israelí, miembro de las Fundaciones del Grupo de Ciencias de la computación en el Instituto Weizmann de Ciencias de Israel. Recibió el Premio Grace Murray Hopper en 2005 por su trabajo en encontrar un algoritmo determinista en espacio logarítmico para conectividad-ST en grafos no dirigidos. Además, junto con Avi Wigderson y Salil Vadhan, ganó el Premio Gödel en 2009 por su trabajo en el producto zig-zag, un tipo de operación sobre grafos.